# Дворянська родовідна книга
Дворянська Родовідна Книга, РДК (рос. Дворянская родословная книга, РДК) — документ на основі Зводу Законів Російської імперії (рос. Свод законов Российской империи), що оформляв привілеї дворянській частини народу кожної губернії Російської імперії. Складати і вести таку книгу, в яку були вписані дворянські роди певної губернії, було наказано в імператорській «Жалуваній Грамоті» Катерини II російському дворянству 21 квітня 1785 р. Це явище притаманне в основному періоду життя 1772–1917 р. в Російській імперії української, білоруської, польської, литовської та інших культур. Оскільки у період Великого Князівства Литовського провінції Речі Посполитої (до 1772 р.) характерними були для шляхти Гербовники.
Дворянська Родовідна Книга (РДК) складалася спеціальною комісією Дворянського депутатського зібрання (рос. Дворянское Депутатское Собрание, «ДДС»), що складається з повітових (рос. уездных) депутатів на чолі з Губернським керівником дворянства (рос. Губернский предводитель дворянства). Комісія працювала на основі алфавітних списків спадкових дворян (рос. потомственные дворяне), поданих Повітовими керівниками дворянства, і розглядалися від кожного роду надані докази, на підставі яких приймалося рішення про внесення такого роду в певну частину РДК. У родовідну книгу вносилися тільки потомствені дворяни. Особисті дворяни (рос. личные дворяне) в РДК не вносилися.
РДК поділялася на шість частин. У кожну частину вписувалися дворянські роди певної категорії:
- 1-а частина — «вносяться роди справжнього чи жалуваного», тобто дворянство дароване в спадкову дворянську гідність імператорським дипломом, гербом і печаткою.
- 2-а частина — «роди дворянства військового»: За наказом Петра I всі обер-офіцери отримували патенти на дворянство. Пізнішими реформами Олександра II (1856 р.) право на одержання потомственого дворянства було обмежено тільки вищими військовими чинами, починаючи з чину VI-го класу — полковника.
- 3-я частина — «роди дворянства восьмикласного». Згідно з Петровською «Табеллю про ранги» 1722 р. «всі служителі російські або іноземні, які на восьми перших рангах перебувають або дійсно були» в них, мали право на одержання спадкового дворянства. Пізнішими реформами Олександра II (1856 р.) право на одержання потомственого дворянства було обмежено тільки вищими цивільними чинами, починаючи з чину IV-го класу — дійсний статський радник.
- 4-а частина — «всі іноземні роди», тобто іноземці, що приїхали до Росії, вже маючи дворянську гідність.
- 5-а частина — «титулами відзначені роди», тобто, котрі мають «…спадково або з ласки коронованої особи назву або княжу, або графську, або баронську, або інше».
- 6-я частка — «Стародавні благородні шляхетні роди». Тобто «стародавні благородні за суттю не інше, як ті роди, яких докази дворянської гідності за сто років і вище сходять; благородний ж їх початок покритий невідомістю». Оскільки для дійсно давніх російських дворянських родів основним доказом їх давнини була згадка в так званих Стовпцях (рос. Столбцы) — середньовічних списках про надання маєтків під час служби, — то такі дворяни називалися «стовбовими» (рос. столбовые).

На підставі свідоцтва Дворянського депутатського зібрання видавалися паспортні книжки. Наприклад, в паспортній книжці Веселаго Василя Сергійовича на с. 3 є такий запис (рос.):

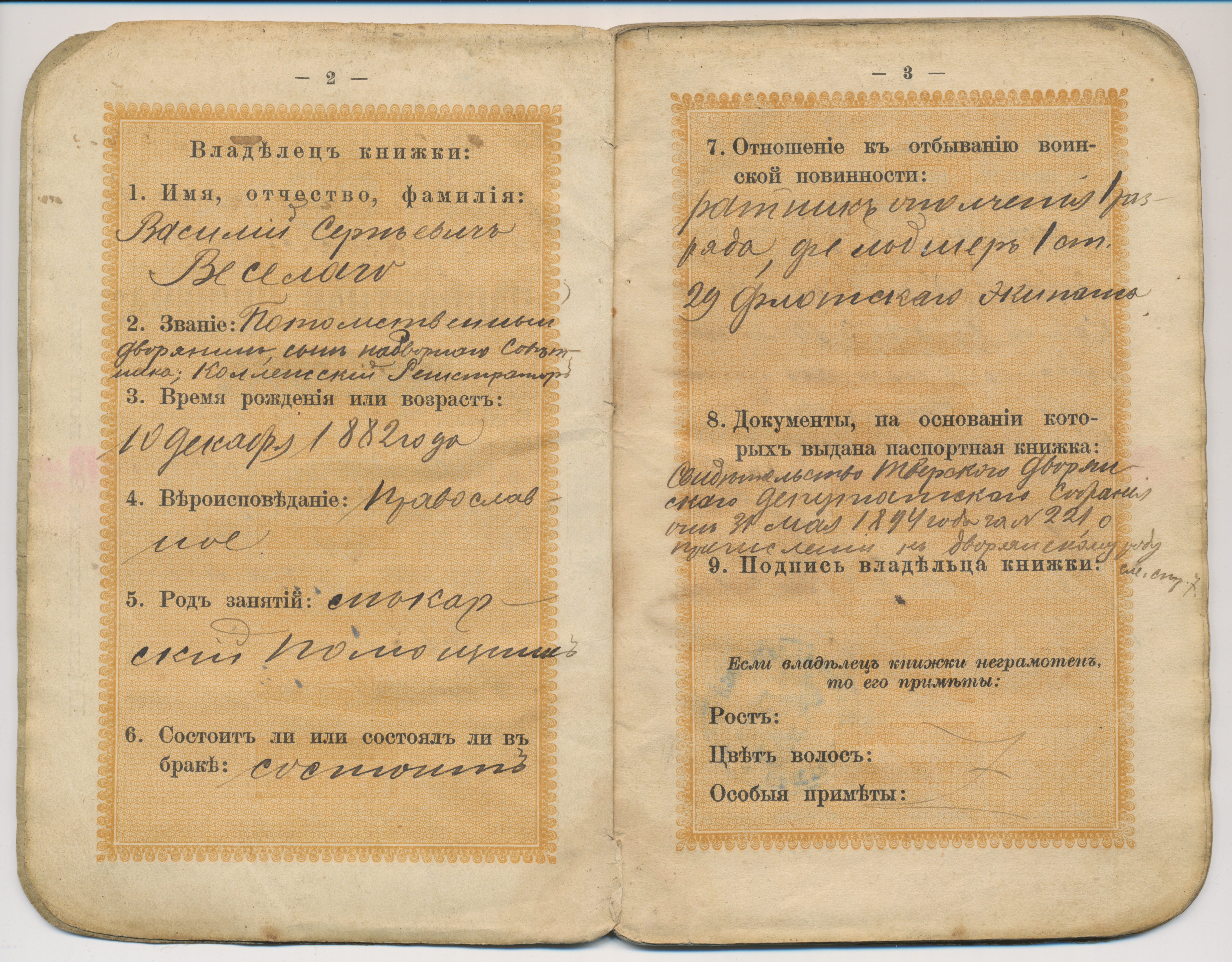
Паспорт Веселаго Василя Сергійовича, с. 2—3

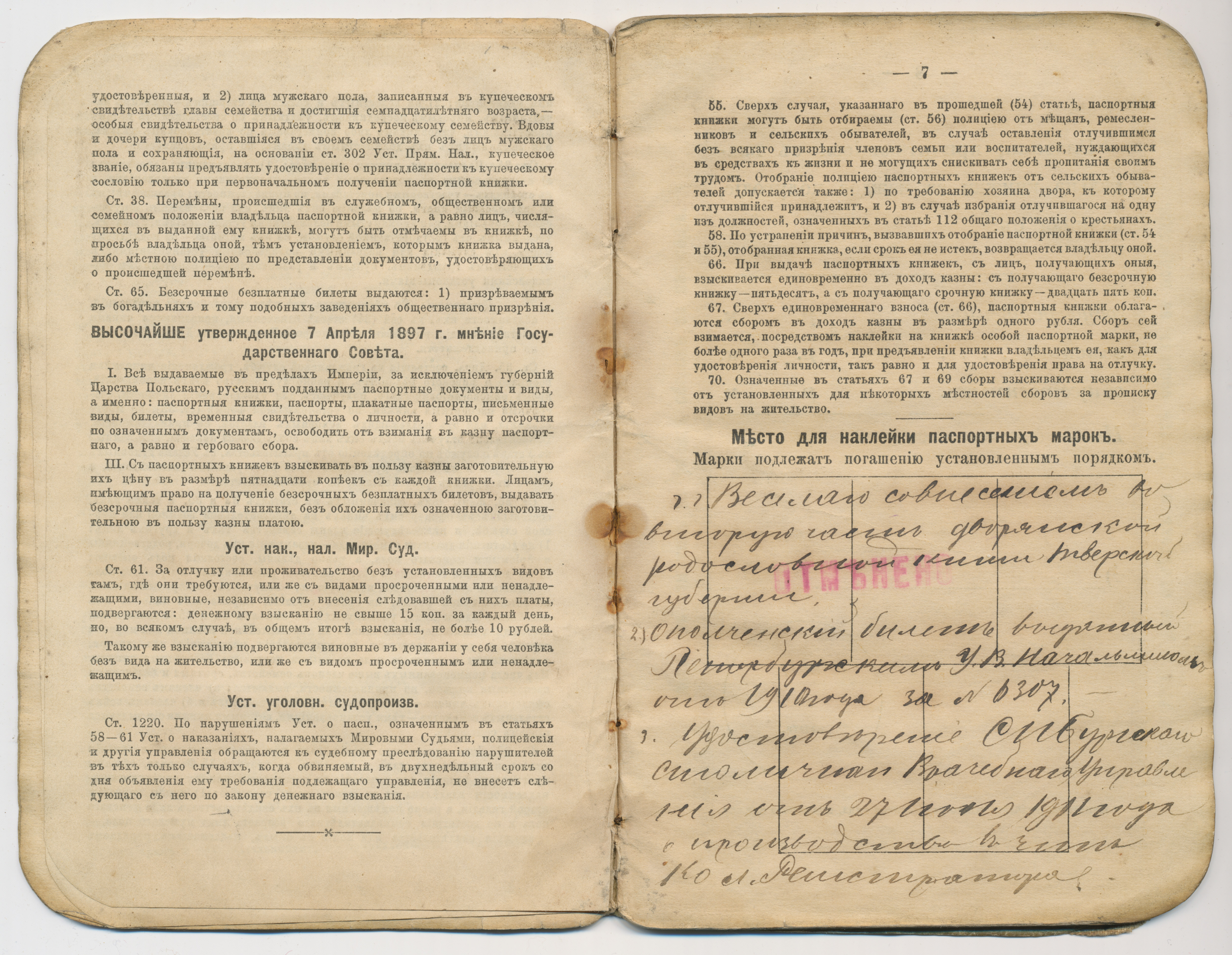
Паспорт Веселаго Василя Сергійовича, с. 7

«8. Документы, на основаніи которыхъ выдана паспортная книжка: Свидѣтельство Тверскаго дворянскаго депутатскаго собранія отъ 31 мая 1894 года за № 221, о пречисленіи къ дворянскому роду см. стр. 7»
і далі, на с. 7:
«г.г. Веселаго совнесеніемъ во вторую часть дворянской родословной книги Тверской губерніи.
2) Ополченскій билетъ, выданный Петербургскимъ У. В. Начальникомъ отъ 1910 года за № 6307.

3) Удостовереніе СПбургскаго Столичнаго Врачебнаго Управленія отъ 27 Іюня 1911 года о производстве въ чинъ Кол. Регистратора.»

## Галерея

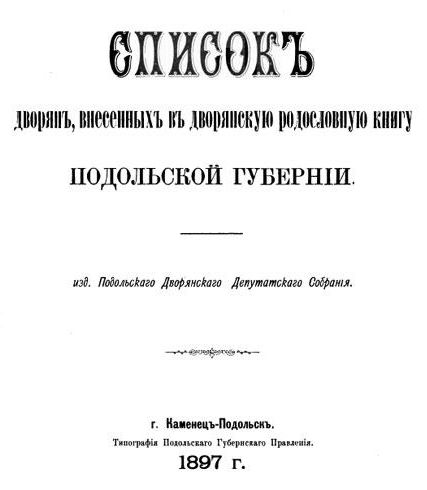
Титульний аркуш "Списку дворян Подільської губернії" 1897 р.
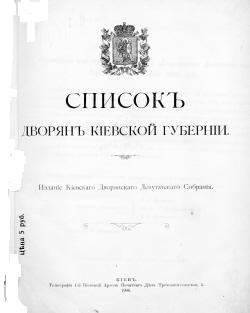
Титульний аркуш "Списку дворян Київської губернії" 1906 р.